# Militocodon
Militocodon lydae is een uitgestorven zoogdier behorend tot de Periptychidae dat tijdens het Paleoceen in Noord-Amerika leefde.

## Fossiele vondsten
Fossielen van Militocodon zijn gevonden in Corral Bluffs in Colorado en de vondsten dateren uit het het Puercan, het eerste deel van het Paleoceen in Noord-Amerika. De vondsten omvatten een gedeeltelijke schedel en delen van de kaken, die tussen 2016 en 2020 werden gevonden. 
De geslachtsnaam verwijst naar vrijwilligster Sharon Milito, die het eerste specimen in 2016 vond. De soortnaam verwijst naar Lyda Hill, een investeerder van paleontologisch onderzoek in Colorado.
Militocodon leefde tijdens het Puercan-2 (circa 65,43 miljoen jaar geleden), ongeveer 610.000 jaar na de massa-extinctie op de Krijt-Paleogeengrens.

## Kenmerken
Militocodon had het formaat van een chinchilla met een geschat gewicht van 273 tot 455 gram. Het was een omnivoor. Op basis van het gebit wordt Militocodon beschouwd als een tussenvorm in de ontwikkelingslijn binnen de Periptychidae en staat het tussen de basale vormen Mimatuta en Maiorana en de verder ontwikkelde Oxyacodon in.